# Alinula
Alinula J.Raynal é um género botânico pertencente à família Cyperaceae.

## Sinonímia
- Marisculus Goetgh.
- Raynalia Sojak

## Espécies
Apresenta quatro espécies:
- Alinula lipocarphoides (Kük.) J.Raynal
- Alinula malawica (J.Raynal) Goetgh. & Vorster
- Alinula paradoxa (Cherm.) Goetgh. & Vorster
- Alinula peteri (Kük.) Goetgh. & Vorster